# دژ آردگوان
آردگوان (انگلیسی: Ardgowan Castle) دژی در اسکاتلند است.